# Białostocki Teatr Lalek
Białostocki Teatr Lalek – jeden z najstarszych polskich teatrów lalkowych. Mieści się w Białymstoku przy ul. Kalinowskiego 1. W jego repertuarze znajdują się zarówno przedstawienia dla dzieci jak i lalkarskie adaptacje literatury światowej dla dorosłych. BTL dzięki wysokiemu poziomowi artystycznemu uznany został za jedną z najlepszych scen lalkowych w Polsce, a Białystok, dzięki BTL-owi i Wydziałowi Sztuki Lalkarskiej w Białymstoku warszawskiej AT, został polskim centrum sztuki lalkarskiej.

## Historia
BTL powstał oficjalnie w 1953 roku, kiedy to Ministerstwo Kultury i Dziedzictwa Narodowego przyznało mu subwencję i status sceny profesjonalnej o wdzięcznej nazwie Świerszcz. Swoją tradycją sięga on jednak czasów przedwojennych, kiedy to w 1937 roku został założony w Białymstoku amatorski teatr lalkowy, jego twórcami byli Helena Pacewicz oraz Piotr Sawicki, który został później pierwszym kierownikiem BTL.
Upaństwowienie teatru nastąpiło w 1960.
W 1972 powołana do życia została Scena dla Dorosłych (pierwsza w Polsce).
Studium Aktorskie Teatru Lalek powstało w 1974 (później przekształcono je w Wydział Sztuki Lalkarskiej PWST w Warszawie).
W latach 1975–1979 wzniesiono pierwszy w Polsce budynek przeznaczony specjalnie dla teatru lalek. Mieszczą się w nim trzy sceny: duża (200 miejsc), mała (100 miejsc) i sala prób (40 miejsc).

### Kierownicy teatru
- Piotr Sawicki
- Joanna Piekarska
- Krzysztof Rau
- Wojciech Kobrzyński
- Wojciech Szelachowski
- Marek Waszkiel (od września 2005)
- Jacek Malinowski (od września 2012)